# My Little Pony: Equestria Girls – Friendship Games
 (juin 2021).
Si vous disposez d'ouvrages ou d'articles de référence ou si vous connaissez des sites web de qualité traitant du thème abordé ici, merci de compléter l'article en donnant les références utiles à sa vérifiabilité et en les liant à la section « Notes et références ».
My Little Pony : Equestria Girls – Friendship Games est un téléfilm d'animation américano-canadien réalisé par Ishi Rudell, sorti en 2015 aux États-Unis.
Il s'agit du troisième film de la franchise My Little Pony: Equestria Girls et la suite du deuxième film, Rainbow Rocks (2014). Il est suivi d'une suite, Legend of Everfree (2016).
Le film est basé sur la compétition entre deux écoles : le lycée de Canterlot et le Lycée de Cristal.

## Synopsis
Les étudiants du lycée de Canterlot se préparent pour les Jeux de l'Amitié, une compétition académique et sportive entre l'équipe de leur école, les Wondercolts, et les Shadowbolts invaincus du lycée de Cristal. Sunset Shimmer, qui a observé que ses amies se transformaient en poney (oreilles, queues et ailes) n'importe quand, décide de découvrir la cause de cela et contacte la Princesse Twilight Sparkle mais sans succès.
Pendant ce temps, le lycée de Cristal abrite l'homologue de Twilight, une étudiante surdouée qui enquête sur les phénomènes étranges se produisant au Lycée de Canterlot. Elle fabrique un dispositif permettant de repérer et de contenir la magie, espérant que cette étude lui permettra de rejoindre le programme d'étude indépendant d'Everton. Cependant, Abacus Cinch, la proviseur du lycée demande à Twilight d'interrompre son projet et de se concentrer sur les Jeux afin de maintenir la bonne réputation du lycée de Cristal.
Après l'arrivée de Twilight au lycée de Canterlot pour les Jeux, son dispositif détecte la magie de Sunset et ses amies et la conduit à elles ; lorsqu'elle s'approche de Rarity alors que celle-ci confectionnait des vêtements pour ses amies et se transformait en poney, le dispositif absorbe sa magie, la laissant affaiblie. Sunset qui prenait d'abord Twilight pour son homologue poney réalise rapidement son erreur et décide de consulter la Princesse de l'Amitié en personne. Quand la Twilight du lycée du Cristal la suivit jusqu'au portail d'Equestria, son dispositif absorbe sa magie et désactive le portail. Le dispositif affecte également Pinkie Pie et Fluttershy (alors qu'elles tentaient de se lier d'amitié avec Twilight durant les Jeux), ouvrant des portails interdimensionnels vers Equestria. La magie absorbée donne aussi à Spike, le chien de compagnie de Twilight, la capacité de parler lorsque celui-ci est en contact avec l'énergie de Fluttershy.
Après la victoire de Twilight au Décathlon Académique, les Jeux se poursuivent avec le Relais Triathlon, une course relais comprenant trois étapes : le tir à l'arc, le roller et le motocross. Applejack se transforme après avoir aidé Twilight à remporter son étape de la course. Son dispositif absorbe sa magie et ouvrit un énorme portail laissant passer une monstrueuse plante. Rainbow Dash, s'étant transformée pour sauver les autres participants, permet la victoire du lycée de Canterlot et la défaite du lycée de Cristal avant de perdre sa magie à son tour. Frustrée de ne pas avoir pu garder la magie sous contrôle, Sunset réprimande sévèrement Twilight d'avoir mis la vie de ses amies en danger. Elle regrette ses actes et s'en va en larmes.
Accusant le lycée de Canterlot d'avoir utilisé la magie afin de gagner la course, la Principale Cinch et les Shadowbolts demandent à Twilight de libérer la magie que son dispositif avait accumulé afin de l'utiliser contre les Wondercolts durant la dernière épreuve. La magie libérée corrompt Twilight qui se transforme en un monstre cornu et ailé et qui ouvre de nombreux portails vers Equestria, détruisant le monde des humains. Tandis que les Shadowbolts et les Wondercolts travaillent ensemble pour sauver leurs camarades, Sunset éveille les pouvoirs magiques de ses amies grâce au dispositif et comprend qu'elles se transformaient en poney quand elles montraient qui elles étaient vraiment : lorsqu'elles manifestaient des attitudes semblables aux éléments d'équilibre. Sunset adopte une apparence angélique et referme tous les portails. Spike et elle aident Twilight à retrouver ses esprits et à redevenir normal.
Tous les étudiants, incluant les Shadowbolts repentis, reprochent à Cinch d'avoir manipulé Twilight. Refusant de s'excuser, Cinch menace de tout raconter au Conseil des écoles mais lorsque tout le monde lui assure qu'on ne croirait rien à propos de filles avec des ailes dans le dos, de portails interdimensionnels et de chien qui parle, elle s'en va. Les deux écoles sont déclarées vainqueurs. Twilight reconsidère sa décision sur Everton, réalisant qu'elle serait plus heureuse au lycée de Canterlot où elle est transférée. Sunset et les autres élèves lui souhaitent la bienvenue en tant que leur nouvelle amie.
Dans une scène avant le générique, la Princesse Twilight d'Equestria émerge du portail réactivé et retrouve les homologues de ses amies poneys. Elle s'excuse de son retard, leur expliquant qu'elle avait été prise dans une série de voyages dans le temps, avant de découvrir avec surprise son homologue humain.

## Distribution

### Voix originales
- Tara Strong : Twilight Sparkle
- Rebecca Shoichet : Twilight Sparkle (chant) / Sunset Shimmer
- Ashleigh Ball : Applejack / Rainbow Dash
- Andrea Libman : Pinkie Pie / Fluttershy
- Shannon Chan-Kent : Pinkie Pie (chant)
- Tabitha St. Germain : Rarity / Princesse Luna
- Kazumi Evans : Rarity  (chant)
- Cathy Weseluck : Spike
- Iris Quinn : Principal Abacus Cinch
- Sharon Alexander : Sour Sweet
- Sienna Boon : Sugarcoat
- Kelly Sheridan : Indigo Zap
- Britt Erwin : Sunny Flare
- Nicole Oliver : Princesse Celestia
- Britt McKillip : Dean Cadance
- Vincent Tong : Flash Sentry
- Andrew Francis : Shining Armor

### Voix françaises
- Claire Tefnin : Twilight Sparkle
- Nancy Philippot : Twilight (chant)
- Fabienne Loriaux : Applejack
- Nathalie Stas : Applejack (chant)
- Alexandra Corréa : Spike
- Élisabeth Guinand : Fluttershy
- Julie Basecqz : Rarity
- Nathalie Hugo : Pinkie Pie
- Mélanie Dambermont : Rainbow Dash
- Fanny Roy : Princesse Luna
- Delphine Moriau : Princesse Celestia
- Ilyas Mettioui : Flash Sentry
- Audrey d'Hulstère : Dean Cadence
- Philippe Allard : Shining Armor
- Marielle Ostrowski : Sour Sweet
- Elsa Poisot : Indigo Zap
- Célia Torrens : Sugarcoat
- Laetitia Liénart : Sunset Shimmer
- Marie-Ange Teuwen : Sunset Shimmer (chant)

## Courts-métrages
Comme avec Rainbow Rocks, une série de courts-métrages ont été publiés sur la page Facebook de My Little Pony comme préquels au film. Cinq ont été produits au total, et les premiers quatre courts-métrages ont été ensuite diffusés sur Discovery Family le 29 août 2015 avec une prévisualisation de dix minutes du film.
| Numéros | Titres                                                | 1re diff. aux États-Unis |
| --- | ----------------------------------------------------- | ------------------------ |
| 1 | La science de la magie The Science of Magic           | 1er août 2015            |
| Sunset Shimmer réalise des expériences scientifiques sur les Booms-en-ciel pour comprendre comment la magie d'Equestria opère dans le monde des humains, mais ses résultats sont non concluants.                                        |                                                       |                          |
| 2 | L'espionne rose bonbon Pinkie Spy                     | 8 août 2015              |
| Rainbow Dash et Pinkie Pie vont au lycée de Cristal pour espionner la concurrence. Rainbow Dash devient exaspérée par les méthodes de Pinkie Pie. Rainbow Dash les exposent par accident aux élèves du lycée de Cristal en frustration. |                                                       |                          |
| 3 | Amies Mortelles All's Fair in Love & Friendship Games | 15 août 2015             |
| Lyra Heartstrings et Bon Bon s'affrontent pour une place sur l'équipe pour les Jeux de l'Amitié. Elles finissent par toutes les deux qualifier pour l'équipe.                                                                           |                                                       |                          |
| 4 | Photo Finish Photo Finished                           | 22 août 2015             |
| Photo Finish est chargée de prendre des photos pour l'album souvenir, et elle prend des photos dans des séances surprises qui mettent ses sujets dans des positions inconfortables.                                                     |                                                       |                          |
| 5 | L'art et la bannière A Banner Day                     | 29 août 2015             |
| Flash Sentry, Micro Chips et Sandalwood se disputent lorsqu'ils sont chargés de peindre une bannière d'accueil pour les élèves du lycée de Cristal.                                                                                     |                                                       |                          |